# Final do Campeonato Catarinense de Futebol de 2018
A final do Campeonato Catarinense de Futebol de 2018 foi decidida em partida única entre Chapecoense e Figueirense.

## Final
Jogo único
| Domingo, 8 de abril | Chapecoense | 0 – 2 | Figueirense                              | Arena Condá, Chapecó |
| 16:00               |             |       | 13' Gustavo Ferrareis · 84' Maikon Leite |                      |

| Chapecoense | Figueirense |

| CHAPECOENSE:   |    |                     |  |     |
|                |    |                     |  |     |
| G              | 93 | Jandrei             |  |     |
| A              | 2  | Eduardo             |  | 46' |
| Z              | 23 | Douglas Silva       |  |     |
| Z              | 4  | Rafael Thyere       |  |     |
| LE             | 6  | Bruno Pacheco       |  |     |
| V              | 55 | Amaral              |  | 91' |
| V              | 15 | Márcio Araújo       |  |     |
| V              | 88 | Luiz Antônio        |  | 46' |
| V              | 8  | Héctor Canteros     |  |     |
| A              | 7  | Guilherme           |  | 64' |
| A              | 9  | Wellington Paulista |  |     |
| Substituições: |    |                     |  |     |
| G              | 26 | Ivan                |  |     |
| Z              | 21 | Luiz Otávio         |  |     |
| LD             | 20 | Apodi               |  | 46' |
| A              | 19 | Vinicius            |  | 46' |
| A              | 18 | Arthur Caike        |  | 64' |
| LE             | 16 | Vinícius Freitas    |  |     |
| V              | 86 | Elicarlos           |  |     |
| V              | 18 | Lucas Otávio        |  |     |
| M              | 11 | Nádson              |  |     |
| M              | 10 | Neném               |  |     |
| LE             | 28 | Alan Ruschel        |  |     |
| A              | 23 | Júnior Santos       |  |     |
| A              | 29 | Bruno Silva         |  |     |
| Treinador:     |    |                     |  |     |
| Gilson Kleina  |    |                     |  |     |

| FIGUEIRENSE:   |    |                    |     |     |
|                |    |                    |     |     |
| G              | 1  | Denis              |     |     |
| LE             | 26 | Diego Renan        |     |     |
| Z              | 14 | Nogueira           |     | 79' |
| Z              | 13 | Eduardo            |     |     |
| LE             | 28 | Guilherme Lazaroni |     |     |
| V              | 5  | Zé Antônio         |     |     |
| V              | 18 | Betinho            |     | 72' |
| M              | 20 | Renan Mota         | 37' | 66' |
| M              | 17 | Gustavo Ferrareis  |     | 76' |
| A              | 10 | Jorge Henrique     |     | 79' |
| A              | 9  | André Luís         |     | 79' |
| Substituições: |    |                    |     |     |
| G              | 12 | Alisson            |     |     |
| V              | 25 | Pereira            |     | 72' |
| LE             | 14 | João Lucas         |     | 66' |
| A              | 7  | Maikon Leite       |     | 76' |
| LD             | 21 | Raul               |     |     |
| LD             | 2  | Samuel Santos      |     |     |
| Z              | 4  | Henrique Trevisan  |     |     |
| M              | 16 | João Paulo         |     |     |
| M              | 30 | Neném              |     |     |
| V              | 23 | Patrick            |     |     |
| V              | 22 | Abuda              |     |     |
| A              | 19 | Henan              |     |     |
| Treinador:     |    |                    |     |     |
| Milton Cruz    |    |                    |     |     |

Bandeirinhas:
SC Bráulio da Silva Machado
 (FIFA)
SC Kleber Lúcio Gil
 (asp. FIFA)
Quarto árbitro:
SC Helton Nunes
 (CBF)
Quinto árbitro:
PR Rafael Traci

Avaliador:
SC Carlos Berkenbrock

## Campeão
| Campeonato Catarinense de 2018   |
| -------------------------------- |
|                                  |
| Figueirense Campeão (18º título) |